# Khand (India)
Khand è una suddivisione dell'India, classificata come nagar panchayat, di 10.940 abitanti, situata nel distretto di Shahdol, nello stato federato del Madhya Pradesh. In base al numero di abitanti la città rientra nella classe IV (da 10.000 a 19.999 persone).

## Geografia fisica
La città è situata a 24° 10' 27 N e 81° 17' 32 E.

## Società

### Evoluzione demografica
Al censimento del 2001 la popolazione di Khand assommava a 10.940 persone, delle quali 5.960 maschi e 4.980 femmine. I bambini di età inferiore o uguale ai sei anni assommavano a 1.554, dei quali 839 maschi e 715 femmine. Infine, coloro che erano in grado di saper almeno leggere e scrivere erano 6.738, dei quali 4.263 maschi e 2.475 femmine.